# 新圩镇 (灵山县)
新圩镇，是中华人民共和国广西壮族自治区钦州市灵山县下辖的一个乡镇级行政单位。

## 行政区划
新圩镇下辖以下地区：
新圩社区、元屋岭村、邓家村、萍塘村、梯始村、稔坡村、漂塘村、尧家村、洲塘村、官屯村、沙路村、独树村、白坭岭村、秦屋山村、急水村、夏村、那东村、渌一村、渌二村、大里村、蒙塘村、秧地塘村、塘排村、容家村、六峰村、新院村、佛垌村、上塘村、晏村、平王村、茶田村和古文村。